# Itapeva (São Paulo)
Itapeva ist eine Stadt im brasilianischen Bundesstaat São Paulo. 2022 lebten in Itapeva nach offizieller Schätzung 89.728 Menschen auf 1.826 km².

## Geographie

### Distrikte
Die Gemeinde ist in vier Distrikte unterteilt:
- Itapeva – Hauptdistrikt
- Alto da Brancal
- Areia Branca
- Guarizinho

## Geschichte
Die Gemeinde wurde 1769 durch Landesgesetz gegründet.

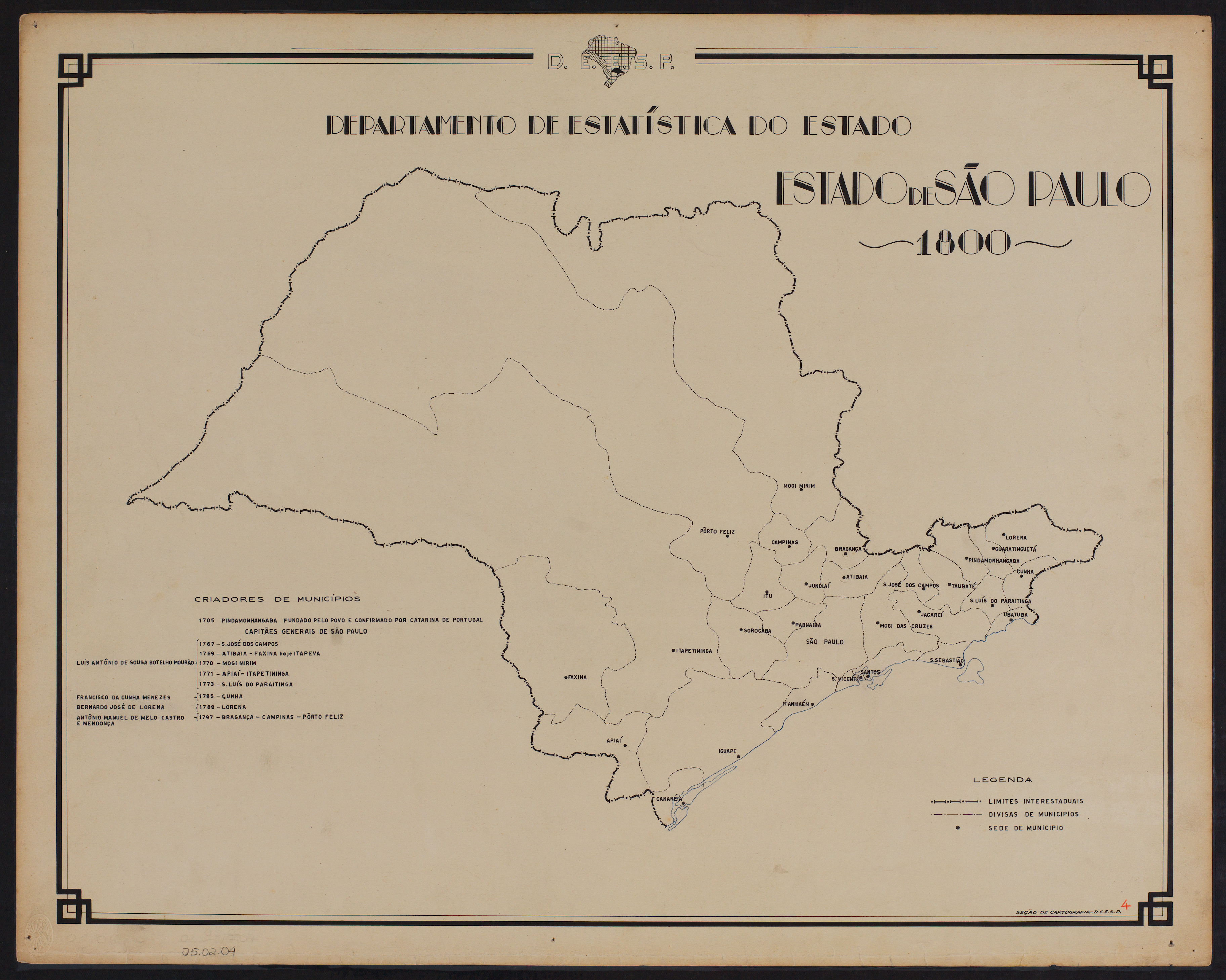
Karte des Bundesstaates São Paulo (1800).

## Bevölkerung
| Bevölkerungsentwicklung | Bevölkerungsentwicklung |
| Jahr                    | Bevölkerung             |
| ----------------------- | ----------------------- |
| 1920                    | 22.025                  |
| 1940                    | 25.455                  |
| 1950                    | 23.546                  |
| 1960                    | 33.860                  |
| 1970                    | 49.122                  |
| 1980                    | 65.546                  |
| 1991                    | 81.858                  |
| 2000                    | 82.866                  |
| 2010                    | 87.753                  |
| 2022                    | 89.728                  |
| [ 4 ] [ 5 ] [ 6 ]       |                         |

## Religion
Das Christentum ist in der Stadt wie folgt vertreten:

### Römisch-katholische Kirche
Die römisch-katholische Gemeinde ist Teil des Bistums Itapeva.

### Protestantische Kirche
In der Stadt gibt es die unterschiedlichsten evangelischen Glaubensrichtungen, hauptsächlich Pfingstler, darunter die brasilianischen Assemblies of God, die Christliche Kongregationalistische Kirche in Brasilien, und andere.